# Halictus tibialis
Halictus tibialis är en biart som beskrevs av Walker 1871. Halictus tibialis ingår i släktet bandbin, och familjen vägbin. Inga underarter finns listade i Catalogue of Life.